# MTw
mTw (Mortal Teamwork) — немецкий киберспортивный проект, основанный в 1998 году. Организация находится в городе Кирхбаркау.
В 2008 году mTw была названа лучшей киберспортивной организацией года (eSports Team of the Year).

## О проекте
В настоящее время в организации около 40 активных игроков, которые играют в Call of Duty 4, Counter-Strike 1.6, FIFA 09, Quake Live, StarCraft: Brood War, Warcraft III: The Frozen Throne.

## История
mTw была основана в январе 1998 года тремя игроками: Rene Korte, Maik Vöge и Steffen Arndt. Успешно конкурировала с такими немецкими проектами как SK Gaming и Alternate. В 2000 одной из первых представила состав Counter-Strike дивизиона.
С момента введения серии ESL в конце 2002 года mTw является неотъемлемой частью немецкой профессиональной лиге. Одним из спонсоров команды становится ATI.
В 2008 году команда CS выиграла KODE5 Global Finals и World Cyber Games. mTw стала командой года.
В январе 2013 года команда распускает составы по CS:GO и DOTA2 из-за финансовых трудностей. Также уходят последние из «старкрафтеров» — DIMAGA и SuperNOVA.
27 января 2013 года официально было объявлено о закрытии организации. Немецкая организации просуществовала 15 лет.
В ноябре 2015 года организация возобновила свою деятельность и сразу стало известно что были подписаны контракты с игроками которые ранее уже выступали под крылом данной организации в дисциплине Counter-Strike, ими стали Кристофер «Sunde» Сунде, Оливер «minet» Майнет, Дэнни «zonic» Соренсен, Александр «ave» Хольдт, Мартин «trace» Хельдт.
В Январе 2016 Дэнни «zonic» Соренсен покинул команду сообщив о том что решил перейти на должность тренера команды Astralis (ex-QuestionMark), так и не отыграв ни одной игры под тегом mTw.

## Составы дивизионов
| Состав на начало 2008 года: - Danny «zonic» Sørensen - Muhamed «mJe» Eid - Christoffer «Sunde» Sunde - Alexander «ave» Holdt - Jonas «whimp» Svendsen Состав на осень 2002 года: - Christer «fisker» Eriksson - Patrick «ScreaM» Roth - Michael «ahl» Korduner - Abdisamad «SpawN» Mohamed - Ardiel «Filur» Gonzalez Состав на декабрь 2001 года: - «Notorious» - «Gozie» - «smurfah» - «Souledge» - Jørgen «XeqtR» Johansen Бывшие игроки Counter-Strike: - Roman «roman» Ausserdorfer (2005—2006) - Heike «Horrorwitz» Gleisenberg (2004—2005) Состав 2005 года: - «zaki» - «Robin» - «speedi» - «knet» - «draken» Состав на декабрь 2001 года: - «hazz» - «markus» - «giants» - «koj» - «ash» Состав на 8 декабря 2000 года: - «cracken» - «NyKoN» - «Scorp» - «speiky» - «Wirsing» | Бывшие игроки Quake: - Marcel «k1llsen» Paul (2007-2008) - Carsten «Raptor» Weber - Martin «RoxXx» Kunze - Felix «smoke» Pafel Бывшие игроки Warcraft III: - Christopher «Tak3r» Heil (2001-2007) - Chang «WhO» Du Seop (2008-2009) - Leon «leon» Hoge - Eric «Eric» Marten - Johannes «hanf» Morlo - Lazar «NightEnD» Silviu - Marc «yAwS» Förster Hawk Бывшие игроки FIFA: - Stefan «BroDo» Bromund (с 2004) - Michael «Chocoyote» Oprée - Florian «vamp» Demanega - Daniel «danielinho» Beine - Dominik «Mossos» Schulze - Stefan «BroDo» Bromund - Nicolas «Adonis» Eleftheriadis - David «Acey» Jaschwili - Amin «Aars-JiMmY» Ben Said Бывшие игроки Starcraft II: - Dmytro «DIMAGA» Filipchuk (в 2010) - Kim «SuperNova» Young Jing - Marius «HoRRoR» Overhageböck - Patrick «iNfeRnaL» Möller - Thomas «kAra» Ciolak - Silvano «NarutO» Bovo - Sebastian «DarkGamer» Fromme - Thomas «Jae» Backs - Simon «FallY» Kindl - Patrick «Gan» Notar - Christoph «Rine» Müller Бывшие игроки Call of Duty 4: - Johannes «JoTschY» Reiter - Richard «HornYz» Horn - Dennis «Plotsch» Diehle - Maurice «jEtLeCk» Bobon - Steffen «somR» Sommer - Oliver «baLu» Halemba |

## Достижения

### Counter-Strike 1.6 male
| Место | Турнир                         | Место проведения | Дата проведения           | Призовые |
| ----- | ------------------------------ | ---------------- | ------------------------- | -------- |
|       | Arbalet Cup Europe 2009        |                  | 2009                      | $10 000  |
|       | DreamHack Winter 2009          |                  | 2009                      | $7 000   |
|       | WCG 2009                       |                  | 2009                      | $10 000  |
| 4     | KODE5 2009                     |                  | 2009                      | $        |
|       | IEM III 2009                   |                  | 2009                      | $15 000  |
|       | IEM Europe 2009                |                  | 2009                      | $25 000  |
|       | KODE5 2008                     |                  | 2008                      | $25 000  |
|       | ESWC Masters Paris             | Париж            | 2008                      | $12 500  |
| 5-8   | ESWC 2008                      |                  | 2008                      | $        |
| 4     | EM Global Challenge Dubaï 2008 |                  | 2008                      | $4 000   |
|       | WEG Masters 2008               |                  | 2008                      | $30 000  |
|       | WCG 2008                       |                  | 2008                      | $50 000  |
|       | DreamHack Winter 2008          | Йёнчёпинг        | 27 — 30 ноября 2008 года  | $8 800   |
|       | Rekrut.ru                      |                  | 2008                      | $9 840   |
| 4     | CPL Turkey 2005                | Стамбул          | 12 февраля 2005 года      | $        |
|       | Optihack                       |                  | 2005                      | $2 200   |
|       | EuroCup VI                     |                  | 2003                      | $        |
|       | LAN Arena 7                    |                  | 2002                      | $        |
|       | CPL Oslo                       | Осло             | 2002                      | $        |
|       | MindTrek LAN                   |                  | 2002                      | $        |
|       | WCG 2001                       | Сеул             | 2001                      | $20 000  |
|       | CPL World Championship 2001    | Даллас           | 5 — 9 декабря 2001 года   | $        |
|       | Babbage’s CPL Event            | Даллас           | 14 — 17 декабря 2000 года | $        |
|       | CPL Europe Cologne             | Кёльн            | 8 — 10 декабря 2000 года  | $        |

- Deutsche Meisterschaft 2000: 1. Место
- Deutsche Meisterschaft 2001: 1. Место

### Counter-Strike: Source
- ESL Pro Series XI Deutschland: 4. Место
- ESL Pro Series XII Deutschland: 4. Место
- Clanbase EuroCups XIV: 2. Место
- SLAP! Live #16: 1. Место
- MaxLan 2008: 2. Место
- ESL Pro Series XIII Deutschland: 1. Место
- ESL Major Series II: 1. Место
- ESL Pro Series 14 Deutschland: 1. Место
- ESL Major Series IV: 2. Место
- SLAP! Live #19: 4. Место
- ESL Pro Series 15 Deutschland: 3. Место
- fünffacher deutscher Meister der ESL Pro Series (Seasons 13, 14, 17, 18, 20)
- Sieger im ESL Liga — Pokal Summer 2011

### Warcraft III
- zweifacher WC3L-Meister (Seasons II, III)
- ESL Pro Series Deutschland II: 1. Platz — Jan «ThePig» Villwock
- GIGA Grandslam II: 1. Platz — Christopher «Tak3r» Heil
- Electronic Sports World Cup 2008: 1. Platz — Du Seop «WhO» Chang

### FIFA
- dreifacher deutscher Meister der ESL Pro Series (Seasons V, VI, VII)
- Samsung Euro Championship 2005: 1. Platz — Amin Ben «JiMmY» Said

### Quake
- DECL TDM 1/99: 1. Место
- DECL TDM 2/99: 2. Место
- ClanBase TDM Winter Cup 2000: 2. Место
- ClanBase TDM Spring Cup 2000: 1. Место
- ESPL TDM 2001: 2. Место

### Unreal Tournament
- CPL Europe 2001: 2. Место — Björn «Horny» Agel
- CPL Summer 2004 TDM: 3. Место

### Call of Duty 4
- ESL Pro Series XV: 2. Место
- ESL Pro Series XVI: 1. Место

### StarCraft II
- Assembly Summer 2011: 1. Platz — Dmytro «DIMAGA» Filipchuk[10]
- IEM Season VI — Global Challenge Kiev: 2. Platz — Dmytro «DIMAGA» Filipchuk[11]
- DreamHack Open/Summer: 2. Platz — Dmytro «DIMAGA» Filipchuk[12]
- IEM Season V — Global Challenge Cologne: 3. Platz — Dmytro «DIMAGA» Filipchuk[13]

### Dota 2
- Dreamhack Summer 2012: 1. Место

## Спонсоры
- Mindfactory.de — основной спонсор
- Sennheiser Communications
- mySN® Schenker-Notebook
- OCZ Technology
- Kaspersky Lab

### Технические спонсоры
- EIZO High-End-Monitore
- SPEEDLINK
- gamed!de